# Шепель, Иван Иванович
Иван Иванович Шепель (22 июня 1906, Полтавская губерния — 9 ноября 1968, Борисполь, Киевская область, Украинская ССР) — командир стрелковой роты 7-й гвардейской Шавлинской Краснознамённой механизированной бригады, гвардии лейтенант, Герой Советского Союза (1944).

## Биография
Родился 9 июня 1906 года в селе Великая Багачка, ныне это посёлок городского типа Полтавской области. Украинец. Член ВКП(б)/КПСС с 1947 года. Окончил Полтавский кооперативный техникум в 1924 году. Работал в райпотребсоюзе в родном селе.
В Красной Армии в 1928—1930 и с июня 1941 года. Окончил в 1941 году Энгельсское пулемётное училище. В действующей армии с января 1943 года. Воевал на Воронежском, 1-м Украинском, 3-м Белорусском и 1-м Прибалтийском фронтах. Освобождал Украину, Белоруссию, Прибалтику, уничтожал курляндскую группировку противника.
Особо отличился при форсировании Днепра. Командир стрелковой роты 7-й гвардейской механизированной бригады (3-го гвардейского механизированного корпуса, 47-й армии, Воронежского фронта) гвардии лейтенант Шепель 28 сентября 1943 года у села Селище организовал переправу роты через Днепр на подручных средствах и лодках. Рота сходу вступила в бой за захват плацдарма и закрепилась на небольшом пятачке. Противник предпринял несколько попыток вернуть утраченные позиции. За сутки рота отразила пять вражеских контратак, подбила и сожгла четыре танка, уничтожила пятнадцать огневых точек и до двухсот противников. Выдержав массированный натиск, рота гвардии лейтенанта Шепеля штурмом овладела западной окраиной села Селище, создав условия для форсирования Днепра батальоном и бригадой. В ходе атаки были захвачены пушка и четыре пулемёта, взято в плен много противников.
Указом Президиума Верховного Совета СССР от 24 апреля 1944 года за мужество, отвагу и героизм, гвардии лейтенанту Шепелю Ивану Ивановичу присвоено звание Героя Советского Союза с вручением ордена Ленина и медали «Золотая Звезда».
С 1946 года старший лейтенант Шепель — в запасе. Жил в Одессе, в городе Борисполь Киевской области. Работал заместителем начальника Одесского областного автопредприятия, председателем райпотребсоюза Решетиловского района Полтавской области, экспедитором Бориспольского аэропорта. Умер 9 ноября 1968 года. Похоронен в Борисполе на Центральном кладбище.

## Награды
Награждён орденами Ленина, Красной Звезды, медалями.

## Память
На здании Великобагачской школы, где учился Герой, установлена мемориальная доска.